# Гимн Израиля
Гимн Израиля (Ха-Тиква́, традиционно Ати́ква ивр. הַתִּקְוָה‎, Надежда) — государственный гимн Израиля.

## История появления

### Слова
В основе гимна Израиля лежит первая строфа стихотворения «Тикватейну» («Наша надежда»), которое написал выходец из Галиции Нафтали Герц Имбер. Первый набросок стихов был сделан в 1877 году (по другим данным, в 1876 или 1878) в Яссах (Румыния). Первоначально эти строки были посвящены созданию поселения Петах-Тиква («Врата надежды») в Палестине. В 1886 году стихотворение было издано в Иерусалиме в сборнике «Утренняя звезда» (ивр. ברקאי‎). Полный текст включал 10 строф.

### Мелодия
Шмуэль Коэн (1870—1940), выходец из Унген (Бессарабская губерния), поселившийся в Ришон-ле-Ционе, в 1888 году положил стихи Имбера на молдавскую мелодию. По данным исследователя израильской песни Элиягу Хакоэна, Шмуэль Коэн вспоминал, что он спел текст на мелодию молдавской песни, названной им как «Ойс-ци». Песня, мелодия которой сходна с «Атиквой», называется «Carul cu boi» (Повозка с волом), а слова, похожие на «Ойс-ци», содержатся в тексте её припева.
Мелодия этой песни, в свою очередь, восходит к мелодии, известной в Италии с XVI века под названием «Ла Мантована» (La Mantovana), или «Ballo di Mantova». Её автор — итальянский композитор Джузеппино дель Бьядо, в сборнике мадригалов которого она была впервые опубликована около 1600 года с текстом Fuggi, fuggi, fuggi da questo cielo. Позже она была известна в Шотландии как «My Mistress is Prettie», в Испании как «Virgen de la Cueva», на Украине под названием «Катерина Кучерява» и в Индии как «Mera Mulk Mera Desh». Ею же воспользовался Бедржих Сметана в цикле симфонических поэм «Моя Родина» (поэма «Die Moldau/Влтава»).
С другой стороны, немецко-израильский музыковед Петер Эммануэль Градневиц (нем., 1910—2001) в книге «The Music of Israel» (1949 и 1996) утверждает, что Коэн положил «Ха-Тикву» на мотив литургической композиции знаменитого кишинёвского кантора Нисна Белцера (наст. фам. Спивак, 1824—1906), что всё же не исключает молдавского происхождения мелодии.

### Официальный статус
Песня приобрела огромную популярность и постепенно стала гимном сионистского движения, исполнялась на съездах и конгрессах. Один из ранних вариантов гимна в ашкеназском произношении можно услышать в исполнении одного из пионеров американской эстрадной музыки Эл Джолсона. В апреле 1918 года, на благотворительном концерте в Народном доме в Петрограде, Ф. И. Шаляпин вместе с другими еврейскими песнями исполнил «Атикву». Из-за «чужого» происхождения музыки делались попытки сочинить другой гимн, но популярность «Атиквы» неизменно перевешивала. В 1933 году 18-й Сионистский Конгресс, который проходил в Праге, объявил «Атикву» гимном сионистского движения.
После образования государства Израиль «Атиква» де-факто стала гимном Израиля. В пятницу 14 мая 1948 года, в четыре часа дня, в здании исторического музея в Тель-Авиве, Давид Бен-Гурион провозгласил Создание Государства Израиль, «Атиква» была исполнена в сопровождении филармонического оркестра. Это происходило на фоне выстрелов, которые все могли слышать — они доносились с окраины города. Бои между еврейскими и арабскими формированиями начались за день до этого, в четверг, сразу после вывода британских войск. Однако официальный статус гимна за «Атиквой» был закреплён решением Кнессета лишь 10 ноября 2004 года .

### Смысл
«Атиква» выражает надежду еврейского народа о возвращении на землю своих предков, как было предсказано в Ветхом Завете. В 70 году н. э. после разрушения Храма Титом еврейский народ был изгнан из Израиля римской армией. На протяжении двух тысяч лет изгнания евреи упоминали о возвращении в Израиль во время ежедневной молитвы, повернувшись к востоку по направлению к Иерусалиму.

## Текст
| Иврит                                                                             | Транслитерация кириллицей                                                                       | Русский перевод | Перевод на идиш | Арабский перевод                                                                                        |
| כָּל עוֹד בַּלֵּבָב פְּנִימָה נֶפֶשׁ יְהוּדִי הוֹמִיָּה, וּלְפַאֲתֵי מִזְרָח קָדִימָה עַיִן לְצִיּוֹן צוֹפִיָּה -            | Коль од балэвав пэнима Нэфэш еһуди һомия, Ульфаатэ мизрах кадима Аин лэ-Циён цофия -            | Пока ещё внутри сердца Тоскует еврейская душа, И на Восток, вперёд, На Сион устремлён взгляд, —                                | ביז ווילאַנג אין האַרצן אינעװײניק די ייִדישע נשמה ברומט און צו די עקן פֿון מיזרח, פֿאָראױס אַן אױג נאָך ציון בליקט —                          | في حين كان داخل القلب لا يزال ينبض قلب اليهود، وعلى حافة الشرق إلى الأمام، وفي صهيون توجيه الرأي —      |
| עוֹד לֹא אָבְדָה תִּקְוָתֵנוּ, הַתִּקְוָה בַּת שְׁנוֹת אַלְפַּיִם, לִהְיוֹת עַם חָפְשִׁי בְּאַרְצֵנוּ, אֶרֶץ צִיּוֹן וִירוּשָׁלַיִם. | Од ло авда тикватэну, Һатиква бат шнот альпаим, Лиһёт ам хофши бэарцэну, Эрэц Цион в-Йирушалаим | Ещё не пропала наша надежда, Надежда, которой две тысячи лет: Быть свободным народом на нашей земле, Земле Сиона и Иерусалима. | אונדזער האָפֿענונג איז נאָך נישט פֿאַרלױרן די האָפֿענונג פון צװײ טױזנט יאָר צו זײַן אַ פֿרײַ פֿאָלק אין אונדזער לאַנד אין לאַנד פֿון ציון און ירושלים. | لم يخسر حتى الآن لدينا الأمل، الأمل ،والتي لألفي سنة : نكون شعبا حرا على أرضه، أرض صهيون، و القدس كذلك. |

## Видео
- Атиква, гимн Израиля Ольга Аникина (автор перевода), 2017
- Гимн Израиля в исполнении Андрея Макаревича